# پل ورهوفن

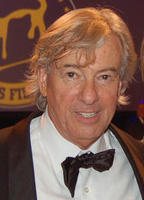
پل ورهوفن

پُل وِرْهوفِن یا پل وِرْهُوِن (زادهٔ ۱۸ ژوئیه ۱۹۳۸) فیلمساز برجسته هلندی است. آمیختگی خشونت گرافیکی و محتوای جنسی او با طنز اجتماعی علامت تجاری فیلم‌های درام و علمی تخیلی او است. تلفظ اصلی نام او به هلندی پاؤل فِرهوفِن است.
پس از جلب توجه برای سریال تلویزیونی فلوریس در زادگاهش هلند، ورهوفن با درام عاشقانه «لذت ترکی» (۱۹۷۳) با بازی همکار مکرر روتخر هاور به موفقیت در فیلم دست یافت. این فیلم نامزد جایزه اسکار بهترین فیلم خارجی شد و بعداً جایزه بهترین فیلم هلندی قرن را از جشنواره فیلم هلند دریافت کرد.

## فیلم‌شناسی

### گزیده آثار کارگردانی
- راحت‌الحلقوم (۱۹۷۳)
- اسپترس (۱۹۸۰)
- مرد چهارم (۱۹۸۳)
- گوشت و خون (۱۹۸۵)
- پلیس آهنی (۱۹۸۷)
- یادآوری کامل (۱۹۹۰)
- غریزه اصلی (۱۹۹۲)
- دختران شو (۱۹۹۵)
- سربازان سفینه فضایی (۱۹۹۷)
- مرد توخالی (۲۰۰۰)
- کتاب سیاه (۲۰۰۶)
- او (۲۰۱۶)
- بِنِدِتا (۲۰۲۱)